# Androtium
- Commons
- Wikispecies

Androtium Stapf  é um género botânico pertencente à família Anacardiaceae.

## Espécies
Apresenta uma única espécie:
- Androtium astylum Stapf